# Rui Costa
Rui Manuel César Costa (Lisbona, 29 marzo 1972) è un dirigente sportivo ed ex calciatore portoghese, di ruolo centrocampista, presidente del Benfica.
Soprannominato il Maestro, è considerato uno dei migliori calciatori portoghesi della sua generazione nonché uno dei migliori trequartisti di tutti i tempi. Cresciuto nel Benfica, ha esordito tra i professionisti nel 1990 con il Fafe, prima di tornare al Benfica l'anno successivo e vincere un campionato portoghese e una Coppa del Portogallo in tre stagioni. Nel 1994 si è trasferito alla Fiorentina, in Italia, dove ha trascorso sette stagioni e ha conquistato due Coppe Italia e una Supercoppa italiana. Nel 2001 è passato al Milan per una cifra record nella storia del club rossonero, vincendo in cinque anni un campionato italiano, una Coppa Italia, una Supercoppa italiana, una UEFA Champions League e una Supercoppa UEFA. Nel 2006 è tornato al Benfica per chiudere la carriera dopo due stagioni.
Con la nazionale portoghese ha partecipato a tre Europei (1996, 2000 e 2004) e un Mondiale (2002), collezionando 94 presenze e 26 reti. È stato vicecampione d'Europa nel 2004.

## Caratteristiche tecniche
Annoverato tra i migliori trequartisti di sempre, era dotato di grande dribbling e tecnica sopraffina. Nell'arco della sua carriera si è contraddistinto per i numerosi assist decisivi serviti ai suoi compagni, collezionandone addirittura 65 in 192 partite con il Milan. Dotato di una notevole visione di gioco, trovava spesso l'attimo giusto per servire il compagno e metterlo nella miglior condizione possibile per andare a rete.

## Carriera

### Giocatore

#### Club

Rui Costa applaude il capitano della Fiorentina Gabriel Batistuta mentre solleva il trofeo della Supercoppa italiana 1996.

##### Gli inizi, Benfica
Scoperto da Eusébio, che lo visionò quando aveva solo 5 anni, all'età di 9 anni entrò nelle giovanili del Benfica, nella cui prima squadra debuttò nel 1991 dopo essere stato prestato l'anno prima al Fafe. In tre stagioni vinse una Coppa del Portogallo (1992-1993) e un campionato portoghese (1993-1994).

##### Fiorentina

Rui Costa in azione alla Fiorentina nella stagione 1999-2000.

Nel 1994, dopo essere stato vicino al passaggio al Barcellona, si trasferì in Italia, alla Fiorentina, per 11 miliardi di lire. Nel 1996 vinse la Coppa Italia, segnando 2 gol e contribuendo con vari assist alla conquista del trofeo. Sempre nel 1996 vinse la Supercoppa italiana con i viola, superando in trasferta il Milan per 2-1. Nel 1998-1999 segnò 10 gol (secondo miglior marcatore della Fiorentina) e contribuì al raggiungimento del terzo posto dei viola.
Nel 2000 disputò la Champions League, segnando 2 gol in 14 presenze. Dopo l'addio di Gabriel Batistuta, Rui Costa divenne il capitano della Fiorentina. Da capitano della formazione gigliata vinse una Coppa Italia nel 2001, per poi essere ceduto al Milan per tentare di sanare la pesante situazione debitoria della società.

##### Milan
Nel 2001 fu acquistato dal Milan per la cifra record per il club di 85 miliardi di lire. Nelle prime tre stagioni giocò da titolare, il primo anno alle spalle di due punte e nei due successivi in coppia con Rivaldo e poi con Kaká dietro a una punta, nel modulo ad "albero di natale". Nelle ultime due stagioni venne impiegato con meno regolarità, entrando spesso a partita in corso.
Complessivamente in maglia rossonera vinse una UEFA Champions League (2002-2003), una Coppa Italia (2002-2003), una Supercoppa UEFA (2003), un campionato italiano (2003-2004) e una Supercoppa italiana (2004), disputando 192 partite e segnando 11 reti.

##### Ritorno al Benfica

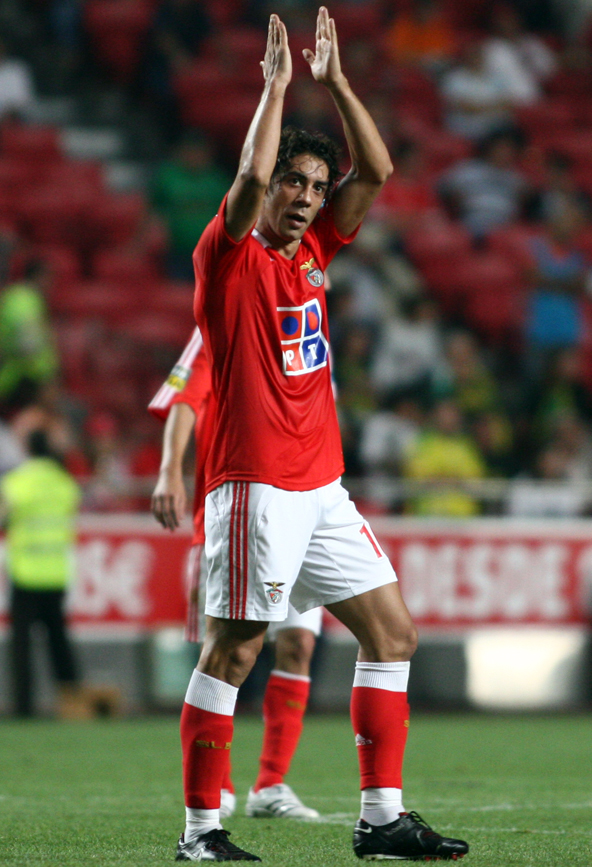
Rui Costa con la maglia del Benfica nel 2007.

Il 23 maggio 2006 risolse il contratto che lo legava al Milan e tornò al Benfica. In occasione della partita Milan-Benfica della fase a gironi dell'edizione 2007-2008 della Champions League, giocatasi il 18 settembre 2007, fu accolto con cori e applausi dalla curva milanista, come segno di gratitudine per gli anni trascorsi in maglia rossonera.
Dopo due stagioni, l'11 maggio 2008 giocò la sua ultima partita con la maglia del Benfica, ritirandosi ufficialmente dall'attività agonistica.

#### Nazionale
Dopo aver conquistato con la nazionale Under-20 il mondiale di categoria nel 1991, il 31 marzo 1993 debuttò con la selezione maggiore nella partita esterna contro la Svizzera valida per le qualificazioni al campionato mondiale di calcio 1994 e pareggiata per 1-1. Il 19 giugno successivo realizzò la prima rete in nazionale, nella gara vinta contro Malta per 4-0.

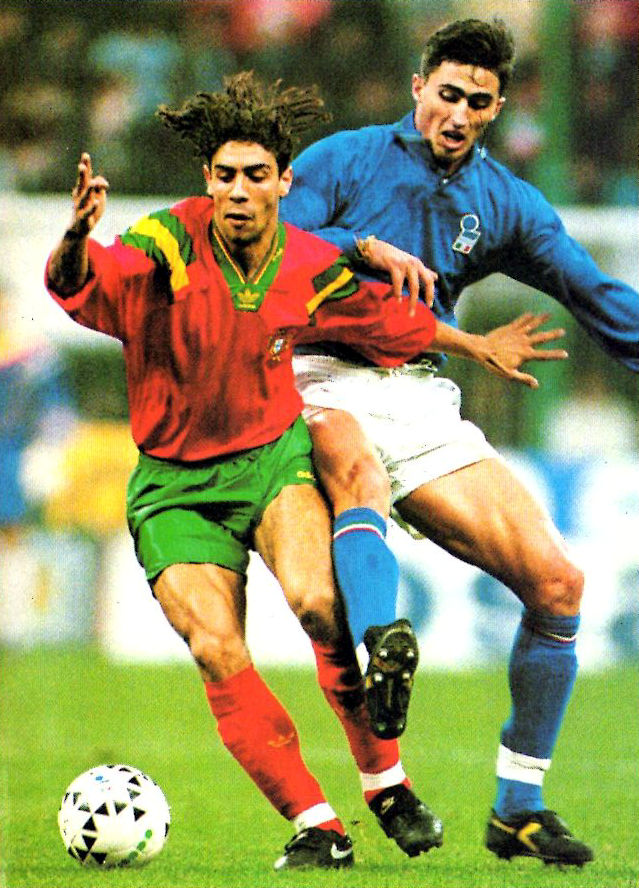
Rui Costa (in primo piano) con la maglia del Portogallo nel 1993, contrastato dall'italiano Dino Baggio.

Nel 1994 partecipò con la nazionale Under-21 al campionato di categoria, terminando con un secondo posto finale. Due anni dopo venne chiamato dalla nazionale maggiore per il campionato europeo giocato in Inghilterra. Collezionò quattro presenze.
Nel 2000 fu convocato per il campionato europeo in Belgio e nei Paesi Bassi, dove disputò quattro gare. Due anni dopo partecipò al suo primo campionato mondiale in Corea del Sud e Giappone, andando a segno contro la Polonia (4-0) in una delle due partite disputate.
Nel 2004 fu inserito nella lista dei convocati per il campionato europeo organizzato proprio dal Portogallo. Rui Costa disputò quattro partite, segnando un gol contro la Russia (2-0) nella fase a gironi e uno contro l'Inghilterra nei quarti di finale (2-2 dopo i tempi supplementari, 6-5 ai calci di rigore). In finale il Portogallo perse per 1-0 contro la Grecia. Al termine della competizione, Rui Costa decise di lasciare la nazionale.

### Dirigente
Il giorno seguente al ritiro dall'attività agonistica, avvenuto l'11 maggio 2008, è stato annunciato come direttore sportivo del Benfica. Sotto la sua direzione sportiva, il Benfica ha vinto sei campionati portoghesi, due Coppe del Portogallo, sette Coppe di Lega e quattro Supercoppe portoghesi, raggiungendo inoltre in campo internazionale due finali consecutive di Coppa UEFA/Europa League.
Il 9 luglio 2021 viene nominato presidente del club sostituendo Luís Filipe Vieira, arrestato con l’accusa di frode fiscale e riciclaggio di denaro.

## Statistiche

### Presenze e reti nei club
| Stagione          | Squadra           | Campionato        | Campionato | Campionato | Coppa nazionale | Coppa nazionale | Coppa nazionale | Coppe internazionali | Coppe internazionali | Coppe internazionali | Altre coppe | Altre coppe | Altre coppe | Totale | Totale |
| Stagione          | Squadra           | Comp              | Pres       | Reti       | Comp            | Pres            | Reti            | Comp                 | Pres                 | Reti                 | Comp        | Pres        | Reti        | Pres   | Reti   |
| ----------------- | ----------------- | ----------------- | ---------- | ---------- | --------------- | --------------- | --------------- | -------------------- | -------------------- | -------------------- | ----------- | ----------- | ----------- | ------ | ------ |
| 1990-1991         | Fafe              | SD                | 38         | 6          | -               | -               | -               | -                    | -                    | -                    | -           | -           | -           | 38     | 6      |
| 1991-1992         | Benfica           | PD                | 21         | 4          | CP              | 3               | 0               | CC                   | 7                    | 0                    | -           | -           | -           | 31     | 4      |
| 1992-1993         | Benfica           | PD                | 23         | 4          | CP              | 4               | 1               | CU                   | 4                    | 0                    | -           | -           | -           | 31     | 5      |
| 1993-1994         | Benfica           | PD                | 34         | 5          | CP              | 3               | 1               | CdC                  | 8                    | 4                    | -           | -           | -           | 45     | 10     |
| 1994-1995         | Fiorentina        | A                 | 31         | 9          | CI              | 4               | 0               | -                    | -                    | -                    | -           | -           | -           | 35     | 9      |
| 1995-1996         | Fiorentina        | A                 | 34         | 4          | CI              | 7               | 2               | -                    | -                    | -                    | -           | -           | -           | 41     | 6      |
| 1996-1997         | Fiorentina        | A                 | 28         | 2          | CI              | 1               | 0               | CdC                  | 8                    | 0                    | SI          | 1           | 0           | 38     | 2      |
| 1997-1998         | Fiorentina        | A                 | 32         | 3          | CI              | 5               | 2               | -                    | -                    | -                    | -           | -           | -           | 37     | 5      |
| 1998-1999         | Fiorentina        | A                 | 31         | 10         | CI              | 7               | 4               | CU                   | 1                    | 0                    | -           | -           | -           | 39     | 14     |
| 1999-2000         | Fiorentina        | A                 | 30         | 4          | CI              | 4               | 0               | UCL                  | 14                   | 2                    | -           | -           | -           | 48     | 6      |
| 2000-2001         | Fiorentina        | A                 | 29         | 6          | CI              | 7               | 2               | CU                   | 2                    | 0                    | -           | -           | -           | 38     | 8      |
| Totale Fiorentina | Totale Fiorentina | Totale Fiorentina | 215        | 38         |                 | 35              | 10              |                      | 25                   | 2                    |             | 1           | 0           | 276    | 50     |
| 2001-2002         | Milan             | A                 | 22         | 0          | CI              | 1               | 0               | CU                   | 10                   | 3                    | -           | -           | -           | 33     | 3      |
| 2002-2003         | Milan             | A                 | 25         | 0          | CI              | 5               | 1               | UCL                  | 18                   | 0                    | -           | -           | -           | 48     | 1      |
| 2003-2004         | Milan             | A                 | 28         | 3          | CI              | 4               | 0               | UCL                  | 6                    | 0                    | SI+SU+Cint  | 3           | 0           | 41     | 3      |
| 2004-2005         | Milan             | A                 | 24         | 1          | CI              | 4               | 0               | UCL                  | 9                    | 0                    | SI          | 1           | 0           | 38     | 1      |
| 2005-2006         | Milan             | A                 | 25         | 0          | CI              | 3               | 3               | UCL                  | 4                    | 0                    | -           | -           | -           | 32     | 3      |
| Totale Milan      | Totale Milan      | Totale Milan      | 124        | 4          |                 | 17              | 4               |                      | 47                   | 3                    |             | 4           | 0           | 192    | 11     |
| 2006-2007         | Benfica           | SL                | 14         | 0          | CP              | 3               | 0               | UCL                  | 5                    | 1                    | -           | -           | -           | 22     | 1      |
| 2007-2008         | Benfica           | SL                | 29         | 5          | CP              | 4               | 3               | UCL+CU               | 7+5                  | 1+1                  | -           | -           | -           | 45     | 10     |
| Totale Benfica    | Totale Benfica    | Totale Benfica    | 121        | 18         |                 | 17              | 5               |                      | 36                   | 7                    |             |             |             | 174    | 30     |
| Totale            | Totale            | Totale            | 498        | 66         |                 | 69              | 19              |                      | 108                  | 12                   |             | 5           | 0           | 680    | 97     |

### Cronologia presenze e reti in nazionale
| Cronologia completa delle presenze e delle reti in nazionale ― Portogallo | Cronologia completa delle presenze e delle reti in nazionale ― Portogallo | Cronologia completa delle presenze e delle reti in nazionale ― Portogallo | Cronologia completa delle presenze e delle reti in nazionale ― Portogallo | Cronologia completa delle presenze e delle reti in nazionale ― Portogallo | Cronologia completa delle presenze e delle reti in nazionale ― Portogallo | Cronologia completa delle presenze e delle reti in nazionale ― Portogallo | Cronologia completa delle presenze e delle reti in nazionale ― Portogallo |
| Data                                                                      | Città                                                                     | In casa                                                                   | Risultato                                                                 | Ospiti                                                                    | Competizione                                                              | Reti                                                                      | Note                                                                      |
| ------------------------------------------------------------------------- | ------------------------------------------------------------------------- | ------------------------------------------------------------------------- | ------------------------------------------------------------------------- | ------------------------------------------------------------------------- | ------------------------------------------------------------------------- | ------------------------------------------------------------------------- | ------------------------------------------------------------------------- |
| 31-3-1993                                                                 | Berna                                                                     | Svizzera                                                                  | 1 – 1                                                                     | Portogallo                                                                | Qual. Mondiali 1994                                                       | -                                                                         |                                                                           |
| 28-4-1993                                                                 | Lisbona                                                                   | Portogallo                                                                | 5 – 0                                                                     | Scozia                                                                    | Qual. Mondiali 1994                                                       | -                                                                         | 53’                                                                       |
| 19-6-1993                                                                 | Porto                                                                     | Portogallo                                                                | 4 – 0                                                                     | Malta                                                                     | Qual. Mondiali 1994                                                       | 1                                                                         |                                                                           |
| 5-9-1993                                                                  | Tallinn                                                                   | Estonia                                                                   | 0 – 2                                                                     | Portogallo                                                                | Qual. Mondiali 1994                                                       | 1                                                                         | 74’                                                                       |
| 13-10-1993                                                                | Porto                                                                     | Portogallo                                                                | 1 – 0                                                                     | Svizzera                                                                  | Qual. Mondiali 1994                                                       | -                                                                         |                                                                           |
| 10-11-1993                                                                | Lisbona                                                                   | Portogallo                                                                | 3 – 0                                                                     | Estonia                                                                   | Qual. Mondiali 1994                                                       | -                                                                         | 60’                                                                       |
| 17-11-1993                                                                | Milano                                                                    | Italia                                                                    | 1 – 0                                                                     | Portogallo                                                                | Qual. Mondiali 1994                                                       | -                                                                         | 69’                                                                       |
| 19-1-1994                                                                 | Vigo                                                                      | Spagna                                                                    | 2 – 2                                                                     | Portogallo                                                                | Amichevole                                                                | -                                                                         |                                                                           |
| 7-9-1994                                                                  | Belfast                                                                   | Irlanda del Nord                                                          | 1 – 2                                                                     | Portogallo                                                                | Qual. Euro 1996                                                           | 1                                                                         |                                                                           |
| 9-10-1994                                                                 | Riga                                                                      | Lettonia                                                                  | 1 – 3                                                                     | Portogallo                                                                | Qual. Euro 1996                                                           | -                                                                         |                                                                           |
| 13-11-1994                                                                | Lisbona                                                                   | Portogallo                                                                | 1 – 0                                                                     | Austria                                                                   | Qual. Euro 1996                                                           | -                                                                         | 85’                                                                       |
| 18-12-1994                                                                | Lisbona                                                                   | Portogallo                                                                | 8 – 0                                                                     | Liechtenstein                                                             | Qual. Euro 1996                                                           | -                                                                         |                                                                           |
| 22-2-1995                                                                 | Rotterdam                                                                 | Paesi Bassi                                                               | 0 – 1                                                                     | Portogallo                                                                | Amichevole                                                                | -                                                                         | 43’                                                                       |
| 26-4-1995                                                                 | Dublino                                                                   | Irlanda                                                                   | 1 – 0                                                                     | Portogallo                                                                | Qual. Euro 1996                                                           | -                                                                         |                                                                           |
| 3-6-1995                                                                  | Porto                                                                     | Portogallo                                                                | 3 – 2                                                                     | Lettonia                                                                  | Qual. Euro 1996                                                           | -                                                                         |                                                                           |
| 15-8-1995                                                                 | Vaduz                                                                     | Liechtenstein                                                             | 0 – 7                                                                     | Portogallo                                                                | Qual. Euro 1996                                                           | 2                                                                         |                                                                           |
| 3-9-1995                                                                  | Lisbona                                                                   | Portogallo                                                                | 1 – 1                                                                     | Irlanda del Nord                                                          | Qual. Euro 1996                                                           | -                                                                         | 82’                                                                       |
| 11-10-1995                                                                | Vienna                                                                    | Austria                                                                   | 1 – 1                                                                     | Portogallo                                                                | Qual. Euro 1996                                                           | -                                                                         |                                                                           |
| 15-11-1995                                                                | Lisbona                                                                   | Portogallo                                                                | 3 – 0                                                                     | Irlanda                                                                   | Qual. Euro 1996                                                           | 1                                                                         | 60’                                                                       |
| 24-1-1996                                                                 | Parigi                                                                    | Francia                                                                   | 3 – 2                                                                     | Portogallo                                                                | Amichevole                                                                | 1                                                                         | 79’                                                                       |
| 21-2-1996                                                                 | Porto                                                                     | Portogallo                                                                | 1 – 2                                                                     | Germania                                                                  | Amichevole                                                                | -                                                                         | 66’                                                                       |
| 9-6-1996                                                                  | Sheffield                                                                 | Danimarca                                                                 | 1 – 1                                                                     | Portogallo                                                                | Euro 1996 - 1º turno                                                      | -                                                                         |                                                                           |
| 14-6-1996                                                                 | Nottingham                                                                | Portogallo                                                                | 1 – 0                                                                     | Turchia                                                                   | Euro 1996 - 1º turno                                                      | -                                                                         |                                                                           |
| 19-6-1996                                                                 | Nottingham                                                                | Croazia                                                                   | 0 – 3                                                                     | Portogallo                                                                | Euro 1996 - 1º turno                                                      | -                                                                         | 71’                                                                       |
| 23-6-1996                                                                 | Birmingham                                                                | Rep. Ceca                                                                 | 1 – 0                                                                     | Portogallo                                                                | Euro 1996 - Quarti di finale                                              | -                                                                         |                                                                           |
| 31-8-1996                                                                 | Erevan                                                                    | Armenia                                                                   | 0 – 0                                                                     | Portogallo                                                                | Qual. Mondiali 1998                                                       | -                                                                         | 80’                                                                       |
| 5-10-1996                                                                 | Kiev                                                                      | Ucraina                                                                   | 2 – 1                                                                     | Portogallo                                                                | Qual. Mondiali 1998                                                       | -                                                                         |                                                                           |
| 9-10-1996                                                                 | Tirana                                                                    | Albania                                                                   | 0 – 3                                                                     | Portogallo                                                                | Qual. Mondiali 1998                                                       | 1                                                                         |                                                                           |
| 9-11-1996                                                                 | Porto                                                                     | Portogallo                                                                | 1 – 0                                                                     | Ucraina                                                                   | Qual. Mondiali 1998                                                       | -                                                                         | 65’                                                                       |
| 14-12-1996                                                                | Lisbona                                                                   | Portogallo                                                                | 0 – 0                                                                     | Germania                                                                  | Qual. Mondiali 1998                                                       | -                                                                         |                                                                           |
| 22-1-1997                                                                 | Braga                                                                     | Portogallo                                                                | 0 – 2                                                                     | Francia                                                                   | Amichevole                                                                | -                                                                         | 46’                                                                       |
| 29-3-1997                                                                 | Belfast                                                                   | Irlanda del Nord                                                          | 0 – 0                                                                     | Portogallo                                                                | Qual. Mondiali 1998                                                       | -                                                                         |                                                                           |
| 20-8-1997                                                                 | Setúbal                                                                   | Portogallo                                                                | 3 – 1                                                                     | Armenia                                                                   | Qual. Mondiali 1998                                                       | -                                                                         |                                                                           |
| 6-9-1997                                                                  | Berlino                                                                   | Germania                                                                  | 1 – 1                                                                     | Portogallo                                                                | Qual. Mondiali 1998                                                       | -                                                                         | 74’                                                                       |
| 19-8-1998                                                                 | Lisbona                                                                   | Portogallo                                                                | 2 – 1                                                                     | Mozambico                                                                 | Amichevole                                                                | 2                                                                         | 85’                                                                       |
| 6-9-1998                                                                  | Budapest                                                                  | Ungheria                                                                  | 1 – 3                                                                     | Portogallo                                                                | Qual. Euro 2000                                                           | 1                                                                         | 53’                                                                       |
| 10-10-1998                                                                | Porto                                                                     | Portogallo                                                                | 0 – 1                                                                     | Romania                                                                   | Qual. Euro 2000                                                           | -                                                                         |                                                                           |
| 14-10-1998                                                                | Bratislava                                                                | Slovacchia                                                                | 0 – 3                                                                     | Portogallo                                                                | Qual. Euro 2000                                                           | -                                                                         | 46’                                                                       |
| 18-11-1998                                                                | Setúbal                                                                   | Portogallo                                                                | 2 – 0                                                                     | Israele                                                                   | Amichevole                                                                | -                                                                         | 46’                                                                       |
| 10-2-1999                                                                 | Amsterdam                                                                 | Paesi Bassi                                                               | 0 – 0                                                                     | Portogallo                                                                | Amichevole                                                                | -                                                                         | 66’                                                                       |
| 26-3-1999                                                                 | Guimarães                                                                 | Portogallo                                                                | 7 – 0                                                                     | Azerbaigian                                                               | Qual. Euro 2000                                                           | -                                                                         | 82’                                                                       |
| 31-3-1999                                                                 | Vaduz                                                                     | Liechtenstein                                                             | 0 – 5                                                                     | Portogallo                                                                | Qual. Euro 2000                                                           | 2                                                                         |                                                                           |
| 5-6-1999                                                                  | Lisbona                                                                   | Portogallo                                                                | 1 – 0                                                                     | Slovacchia                                                                | Qual. Euro 2000                                                           | -                                                                         |                                                                           |
| 9-6-1999                                                                  | Coimbra                                                                   | Portogallo                                                                | 8 – 0                                                                     | Liechtenstein                                                             | Qual. Euro 2000                                                           | 2                                                                         |                                                                           |
| 18-8-1999                                                                 | Lisbona                                                                   | Portogallo                                                                | 4 – 0                                                                     | Andorra                                                                   | Amichevole                                                                | 1                                                                         |                                                                           |
| 4-9-1999                                                                  | Baku                                                                      | Azerbaigian                                                               | 1 – 1                                                                     | Portogallo                                                                | Qual. Euro 2000                                                           | -                                                                         |                                                                           |
| 8-9-1999                                                                  | Bucarest                                                                  | Romania                                                                   | 1 – 1                                                                     | Portogallo                                                                | Qual. Euro 2000                                                           | -                                                                         |                                                                           |
| 9-10-1999                                                                 | Lisbona                                                                   | Portogallo                                                                | 3 – 0                                                                     | Ungheria                                                                  | Qual. Euro 2000                                                           | 1                                                                         | 82’                                                                       |
| 23-2-2000                                                                 | Bruxelles                                                                 | Belgio                                                                    | 1 – 1                                                                     | Portogallo                                                                | Amichevole                                                                | -                                                                         | 63’                                                                       |
| 29-3-2000                                                                 | Leiria                                                                    | Portogallo                                                                | 2 – 1                                                                     | Danimarca                                                                 | Amichevole                                                                | 1                                                                         | 75’                                                                       |
| 26-4-2000                                                                 | Reggio Calabria                                                           | Italia                                                                    | 2 – 0                                                                     | Portogallo                                                                | Amichevole                                                                | -                                                                         | 70’                                                                       |
| 2-6-2000                                                                  | Lisbona                                                                   | Portogallo                                                                | 3 – 0                                                                     | Galles                                                                    | Amichevole                                                                | -                                                                         |                                                                           |
| 12-6-2000                                                                 | Eindhoven                                                                 | Portogallo                                                                | 3 – 2                                                                     | Inghilterra                                                               | Euro 2000 - 1º turno                                                      | -                                                                         | 85’                                                                       |
| 17-6-2000                                                                 | Arnhem                                                                    | Romania                                                                   | 0 – 1                                                                     | Portogallo                                                                | Euro 2000 - 1º turno                                                      | -                                                                         | 87’                                                                       |
| 24-6-2000                                                                 | Amsterdam                                                                 | Portogallo                                                                | 2 – 0                                                                     | Turchia                                                                   | Euro 2000 - Quarti di finale                                              | -                                                                         | 39’ 87’                                                                   |
| 28-6-2000                                                                 | Bruxelles                                                                 | Francia                                                                   | 2 – 1 gg                                                                  | Portogallo                                                                | Euro 2000 - Semifinale                                                    | -                                                                         | 78’                                                                       |
| 16-8-2000                                                                 | Lisbona                                                                   | Portogallo                                                                | 5 – 1                                                                     | Lituania                                                                  | Amichevole                                                                | 1                                                                         |                                                                           |
| 3-9-2000                                                                  | Tallinn                                                                   | Estonia                                                                   | 1 – 3                                                                     | Portogallo                                                                | Qual. Mondiali 2002                                                       | 1                                                                         |                                                                           |
| 7-10-2000                                                                 | Lisbona                                                                   | Portogallo                                                                | 1 – 1                                                                     | Irlanda                                                                   | Qual. Mondiali 2002                                                       | -                                                                         |                                                                           |
| 11-10-2000                                                                | Rotterdam                                                                 | Paesi Bassi                                                               | 0 – 2                                                                     | Portogallo                                                                | Qual. Mondiali 2002                                                       | -                                                                         | 87’                                                                       |
| 15-11-2000                                                                | Braga                                                                     | Portogallo                                                                | 2 – 1                                                                     | Israele                                                                   | Amichevole                                                                | -                                                                         | 78’                                                                       |
| 28-2-2001                                                                 | Funchal                                                                   | Portogallo                                                                | 3 – 0                                                                     | Andorra                                                                   | Qual. Mondiali 2002                                                       | -                                                                         |                                                                           |
| 28-3-2001                                                                 | Porto                                                                     | Portogallo                                                                | 2 – 2                                                                     | Paesi Bassi                                                               | Qual. Mondiali 2002                                                       | -                                                                         |                                                                           |
| 2-6-2001                                                                  | Dublino                                                                   | Irlanda                                                                   | 1 – 1                                                                     | Portogallo                                                                | Qual. Mondiali 2002                                                       | -                                                                         |                                                                           |
| 6-6-2001                                                                  | Lisbona                                                                   | Portogallo                                                                | 6 – 0                                                                     | Cipro                                                                     | Qual. Mondiali 2002                                                       | -                                                                         |                                                                           |
| 15-8-2001                                                                 | Lisbona                                                                   | Portogallo                                                                | 3 – 0                                                                     | Moldavia                                                                  | Amichevole                                                                | -                                                                         | 88’                                                                       |
| 6-10-2001                                                                 | Lisbona                                                                   | Portogallo                                                                | 5 – 0                                                                     | Estonia                                                                   | Qual. Mondiali 2002                                                       | -                                                                         |                                                                           |
| 25-5-2002                                                                 | Macao                                                                     | Cina                                                                      | 0 – 2                                                                     | Portogallo                                                                | Amichevole                                                                | -                                                                         | 76’                                                                       |
| 5-6-2002                                                                  | Suwon                                                                     | Stati Uniti                                                               | 3 – 2                                                                     | Portogallo                                                                | Mondiali 2002 - 1º turno                                                  | -                                                                         | 80’                                                                       |
| 10-6-2002                                                                 | Jeonju                                                                    | Portogallo                                                                | 4 – 0                                                                     | Polonia                                                                   | Mondiali 2002 - 1º turno                                                  | 1                                                                         | 60’                                                                       |
| 7-9-2002                                                                  | Londra                                                                    | Inghilterra                                                               | 1 – 1                                                                     | Portogallo                                                                | Amichevole                                                                | -                                                                         | 46’                                                                       |
| 12-10-2002                                                                | Lisbona                                                                   | Portogallo                                                                | 1 – 1                                                                     | Turchia                                                                   | Amichevole                                                                | -                                                                         | 68’                                                                       |
| 16-10-2002                                                                | Göteborg                                                                  | Svezia                                                                    | 2 – 3                                                                     | Portogallo                                                                | Amichevole                                                                | 1                                                                         | 80’                                                                       |
| 20-11-2002                                                                | Braga                                                                     | Portogallo                                                                | 2 – 0                                                                     | Scozia                                                                    | Amichevole                                                                | -                                                                         | 58’                                                                       |
| 12-2-2003                                                                 | Genova                                                                    | Italia                                                                    | 1 – 0                                                                     | Portogallo                                                                | Amichevole                                                                | -                                                                         | 62’                                                                       |
| 29-3-2003                                                                 | Porto                                                                     | Portogallo                                                                | 2 – 1                                                                     | Brasile                                                                   | Amichevole                                                                | -                                                                         |                                                                           |
| 2-4-2003                                                                  | Losanna                                                                   | Macedonia                                                                 | 0 – 1                                                                     | Portogallo                                                                | Amichevole                                                                | -                                                                         | 64’                                                                       |
| 30-4-2003                                                                 | Rotterdam                                                                 | Paesi Bassi                                                               | 1 – 1                                                                     | Portogallo                                                                | Amichevole                                                                | -                                                                         | 46’                                                                       |
| 6-6-2003                                                                  | Braga                                                                     | Portogallo                                                                | 0 – 0                                                                     | Paraguay                                                                  | Amichevole                                                                | -                                                                         |                                                                           |
| 20-8-2003                                                                 | Chaves                                                                    | Portogallo                                                                | 1 – 0                                                                     | Kazakistan                                                                | Amichevole                                                                | -                                                                         | 46’                                                                       |
| 6-9-2003                                                                  | Guimarães                                                                 | Portogallo                                                                | 0 – 3                                                                     | Spagna                                                                    | Amichevole                                                                | -                                                                         | 61’                                                                       |
| 10-9-2003                                                                 | Oslo                                                                      | Norvegia                                                                  | 0 – 1                                                                     | Portogallo                                                                | Amichevole                                                                | -                                                                         | 70’                                                                       |
| 11-10-2003                                                                | Lisbona                                                                   | Portogallo                                                                | 5 – 3                                                                     | Albania                                                                   | Amichevole                                                                | 1                                                                         | 65’                                                                       |
| 15-11-2003                                                                | Aveiro                                                                    | Portogallo                                                                | 1 – 1                                                                     | Grecia                                                                    | Amichevole                                                                | -                                                                         |                                                                           |
| 19-11-2003                                                                | Leiria                                                                    | Portogallo                                                                | 8 – 0                                                                     | Kuwait                                                                    | Amichevole                                                                | -                                                                         | 36’                                                                       |
| 18-2-2004                                                                 | Faro                                                                      | Portogallo                                                                | 1 – 1                                                                     | Inghilterra                                                               | Amichevole                                                                | -                                                                         | 61’                                                                       |
| 31-3-2004                                                                 | Braga                                                                     | Portogallo                                                                | 1 – 2                                                                     | Italia                                                                    | Amichevole                                                                | -                                                                         | 73’                                                                       |
| 28-4-2004                                                                 | Coimbra                                                                   | Portogallo                                                                | 2 – 2                                                                     | Svezia                                                                    | Amichevole                                                                | -                                                                         | 66’                                                                       |
| 29-5-2004                                                                 | Águeda                                                                    | Portogallo                                                                | 3 – 0                                                                     | Lussemburgo                                                               | Amichevole                                                                | 1                                                                         | 69’                                                                       |
| 5-6-2004                                                                  | Setúbal                                                                   | Portogallo                                                                | 4 – 1                                                                     | Lituania                                                                  | Amichevole                                                                | -                                                                         | 46’                                                                       |
| 12-6-2004                                                                 | Porto                                                                     | Portogallo                                                                | 1 – 2                                                                     | Grecia                                                                    | Euro 2004 - 1º turno                                                      | -                                                                         | 46’                                                                       |
| 16-6-2004                                                                 | Lisbona                                                                   | Russia                                                                    | 0 – 2                                                                     | Portogallo                                                                | Euro 2004 - 1º turno                                                      | 1                                                                         | 63’                                                                       |
| 24-6-2004                                                                 | Lisbona                                                                   | Portogallo                                                                | 2 – 2 dts (6 – 5 dtr)                                                     | Inghilterra                                                               | Euro 2004 - Quarti di finale                                              | 1                                                                         | 79’                                                                       |
| 4-7-2004                                                                  | Lisbona                                                                   | Portogallo                                                                | 0 – 1                                                                     | Grecia                                                                    | Euro 2004 - Finale                                                        | -                                                                         | 60’                                                                       |
| Totale                                                                    |                                                                           | Presenze (10º posto)                                                      | 94                                                                        |                                                                           | Reti (7º posto)                                                           | 26                                                                        |                                                                           |

| Cronologia completa delle presenze e delle reti in nazionale ― Portogallo under 20 | Cronologia completa delle presenze e delle reti in nazionale ― Portogallo under 20 | Cronologia completa delle presenze e delle reti in nazionale ― Portogallo under 20 | Cronologia completa delle presenze e delle reti in nazionale ― Portogallo under 20 | Cronologia completa delle presenze e delle reti in nazionale ― Portogallo under 20 | Cronologia completa delle presenze e delle reti in nazionale ― Portogallo under 20 | Cronologia completa delle presenze e delle reti in nazionale ― Portogallo under 20 | Cronologia completa delle presenze e delle reti in nazionale ― Portogallo under 20 |
| Data                                                                               | Città                                                                              | In casa                                                                            | Risultato                                                                          | Ospiti                                                                             | Competizione                                                                       | Reti                                                                               | Note                                                                               |
| ---------------------------------------------------------------------------------- | ---------------------------------------------------------------------------------- | ---------------------------------------------------------------------------------- | ---------------------------------------------------------------------------------- | ---------------------------------------------------------------------------------- | ---------------------------------------------------------------------------------- | ---------------------------------------------------------------------------------- | ---------------------------------------------------------------------------------- |
| 14-6-1991                                                                          | Porto                                                                              | Portogallo under 20                                                                | 2 – 0                                                                              | Irlanda under 20                                                                   | Mondiali Under-20 1991 - 1º turno                                                  | -                                                                                  | 69’                                                                                |
| 17-6-1991                                                                          | Lisbona                                                                            | Portogallo under 20                                                                | 3 – 0                                                                              | Argentina under 20                                                                 | Mondiali Under-20 1991 - 1º turno                                                  | -                                                                                  | 70’                                                                                |
| 22-6-1991                                                                          | Lisbona                                                                            | Portogallo under 20                                                                | 2 – 1 dts                                                                          | Messico under 20                                                                   | Mondiali Under-20 1991 - Quarti di finale                                          | -                                                                                  | 7’ 90’                                                                             |
| 26-6-1991                                                                          | Lisbona                                                                            | Portogallo under 20                                                                | 1 – 0                                                                              | Australia under 20                                                                 | Mondiali Under-20 1991 - Semifinale                                                | 1                                                                                  |                                                                                    |
| 30-6-1991                                                                          | Lisbona                                                                            | Portogallo under 20                                                                | 0 – 0 dts (4 - 2 dtr)                                                              | Brasile under 20                                                                   | Mondiali Under-20 1991 - Finale                                                    | -                                                                                  |                                                                                    |
| Totale                                                                             |                                                                                    | Presenze                                                                           | 5                                                                                  |                                                                                    | Reti                                                                               | 1                                                                                  |                                                                                    |

## Palmarès

### Club

#### Competizioni nazionali
- Coppa del Portogallo: 1

Benfica: 1992-1993
- Campionato portoghese: 1

Benfica: 1993-1994
- Coppa Italia: 3

Fiorentina: 1995-1996, 2000-2001
Milan: 2002-2003
- Supercoppa italiana: 2

Fiorentina: 1996
Milan: 2004
- Campionato italiano: 1

Milan: 2003-2004

#### Competizioni internazionali
- UEFA Champions League: 1

Milan: 2002-2003
- Supercoppa UEFA: 1

Milan: 2003

### Nazionale
- Campionato mondiale Under-20: 1

Portogallo 1991

### Individuale
- Squadra del torneo del campionato europeo: 2

Inghilterra 1996, Belgio-Paesi Bassi 2000
- Inserito nella FIFA 100 (2004)
- Inserito tra le "Leggende del calcio" del Golden Foot (2024)